# Film in 1983
Dit artikel gaat over de film in het jaar 1983.

## Succesvolste films
De tien films uit 1983 die het meest opbrachten.
| Rang | Titel                                     | Distributeur       | Opbrengst wereldwijd |
| ---- | ----------------------------------------- | ------------------ | -------------------- |
| 1    | Star Wars: Episode VI: Return of the Jedi | 20th Century Fox   | $ 374.593.074        |
| 2    | Terms of Endearment                       | Paramount Pictures | $ 108.423.489        |
| 3    | Flashdance                                | Paramount Pictures | $ 92.921.203         |
| 4    | Trading Places                            | Paramount Pictures | $ 90.404.800         |
| 5    | Jaws 3-D                                  | Universal Pictures | $ 87.987.055         |
| 6    | WarGames                                  | United Artists     | $ 79.567.667         |
| 7    | Octopussy                                 | United Artists     | $ 67.893.619         |
| 8    | Sudden Impact                             | Warner Bros.       | $ 67.642.693         |
| 9    | Scarface                                  | Universal Pictures | $ 65.144.798         |
| 10   | Staying Alive                             | Paramount Pictures | $ 64.892.670         |

## Lijst van films
- 10 to Midnight
- All the Right Moves
- Als je begrijpt wat ik bedoel
- Amityville 3-D
- An Bloem
- De Anna
- Le Bal
- The Big Chill
- Brainstorm
- Brandende liefde
- Breathless
- Brussels by Night
- Carmen
- Christine
- A Christmas Story
- Class
- Cross Creek
- Cujo
- Curse of the Pink Panther
- The Day After
- The Dead Zone
- Deathstalker
- The Dresser
- De droom van Sinterklaas
- Educating Rita
- Eureka
- L'Été meurtrier
- Flashdance
- Fuga dal Bronx
- Gabriela, Cravo e Canela
- Going Berserk
- Gorky Park
- The House on Sorority Row
- The Hunger
- De illusionist
- Jane Eyre
- Jaws 3-D
- The Keep
- Krull
- De lift
- Losin' It
- Lovesick
- The Man with Two Brains
- De mannetjesmaker
- Max Dugans Return
- Merry Christmas, Mr. Lawrence
- Monty Python's The Meaning of Life
- Mr. Mom
- National Lampoon's Vacation
- Nederland
- Never Cry Wolf
- Never Say Never Again
- El Norte
- Nostalghia
- Los nuevos extraterrestres
- Octopussy
- The Osterman Weekend
- The Outsiders
- Overdrawn at the Memory Bank
- Pauline à la plage
- Porky's II: The Next Day
- Prénom Carmen
- Psycho II
- Right of Way
- The Right Stuff
- Risky Business
- Rumble Fish
- Scarface
- Silkwood
- The Star Chamber
- Star Wars: Episode VI: Return of the Jedi
- Staying Alive
- Sudden Impact
- Superman III (ook bekend als Superman vs. Superman)
- Tender Mercies
- Terms of Endearment
- Tokatçı
- Trading Places
- Twilight Zone: The Movie
- Two of a Kind
- Valley Girl
- Videodrome
- De vierde man
- Vivement dimanche!
- De Vlaschaard
- Vroeger kon je lachen
- WarGames
- Warrior of the Lost World (ook bekend als Mad Rider)
- Yentl
- Een zaak van leven of dood
- Zaman
- Zelig
- Zu Warriors of the Magic Mountain
- De zwarte ruiter

1870-1879 · 1880-1889 · 1890 · 1891 · 1892 · 1893 · 1894 · 1895 · 1896 · 1897 · 1898 · 1899 · 1900 · 1901 · 1902 · 1903 · 1904 · 1905 · 1906 · 1907 · 1908 · 1909 · 1910 · 1911 · 1912 · 1913 · 1914 · 1915 · 1916 · 1917 · 1918 · 1919 · 1920 · 1921 · 1922 · 1923 · 1924 · 1925 · 1926 · 1927 · 1928 · 1929 · 1930 · 1931 · 1932 · 1933 · 1934 · 1935 · 1936 · 1937 · 1938 · 1939 · 1940 · 1941 · 1942 · 1943 · 1944 · 1945 · 1946 · 1947 · 1948 · 1949 · 1950 · 1951 · 1952 · 1953 · 1954 · 1955 · 1956 · 1957 · 1958 · 1959 · 1960 · 1961 · 1962 · 1963 · 1964 · 1965 · 1966 · 1967 · 1968 · 1969 · 1970 · 1971 · 1972 · 1973 · 1974 · 1975 · 1976 · 1977 · 1978 · 1979 · 1980 · 1981 · 1982 · 1983 · 1984 · 1985 · 1986 · 1987 · 1988 · 1989 · 1990 · 1991 · 1992 · 1993 · 1994 · 1995 · 1996 · 1997 · 1998 · 1999 · 2000 · 2001 · 2002 · 2003 · 2004 · 2005 · 2006 · 2007 · 2008 · 2009 · 2010 · 2011 · 2012 · 2013 · 2014 · 2015 · 2016 · 2017 · 2018 · 2019 · 2020 · 2021 · 2022 · 2023 · 2024 · 2025